# Лавренов, Цанко
Ца́нко Лавре́нов (болг. Цанко Лавренов / Tsanko Lavrenov; 24 ноября 1896, Пловдив, Болгария — 18 октября 1978, София, Болгария) — болгарский художник, живопись. Лавренов и не прошёл длительного курса художественного образования и был мало сведущ в таких академических дисциплинах, как перспектива, анатомия, цветоведение. Но он сумел найти неповторимый способ для передачи целостного образа «всей Болгарии», изображая с глубоким чувством и вниманием к бессчётным подробностям сложные монастырские комплексы, народные праздники, панорамы городов.
Выступал и как искусствовед и исследователь искусства, занимался также художественной критикой. Автор ряда монографий о художниках.

## Жизнь и творчество
Цанко Лавренов родился 24 ноября 1896 года в городе Пловдив, Болгария. Его дед, Лаврентий увлечённо изучал манускрипты, копируя старинные католические иллюминированные рукописи. Окончив французский католический колледж св. Августина в Пловдиве, его внук Цанко едет в Вену, где занимается в частном рисовальном училище св. Анны в 1920—1921.
Пейзажи Рильского монастыря дают начало большого цикла, а картины написанные после визита на Афон в 1935—1936 знаменуют приход к полной убеждённости в плодотворности обращения к средневековой иконописной традиции, опиравшейся на такие неустаревающие приоритеты, как единство замысла и исполнения, одушевлённость сюжета.
Художник опирался на традиции, идущие от Болгарского возрождения, на детальное изучение древнего зодчества. Много времени уделял исследованиям в монастырях: росписей, мозаик, миниатюр в богатых древними манускриптами монастырских библиотеках. Он наконец понимает, что истинным учителем его может быть только болгарин Захарий Зограф (живший за столетие до Цанко Лавренова).
Изображал старинные города и монастыри («Старый Пловдив»), часто в природном окружении гор. Обращался к историческим, фольклорным темам, трактуя их в сказочном ключе, напоминающем порой мир развесёлых грёз ярмарочных живописцев. Художник свободно обращался с законами перспективы, достигая эмоционального и ритмического единства в построении на полотне сложного пространства городской среды. Живопись Цанко Лавренова отмечена фантазией, выразительностью деталей, праздничностью колорита.
Умер художник 18 октября 1978 года.

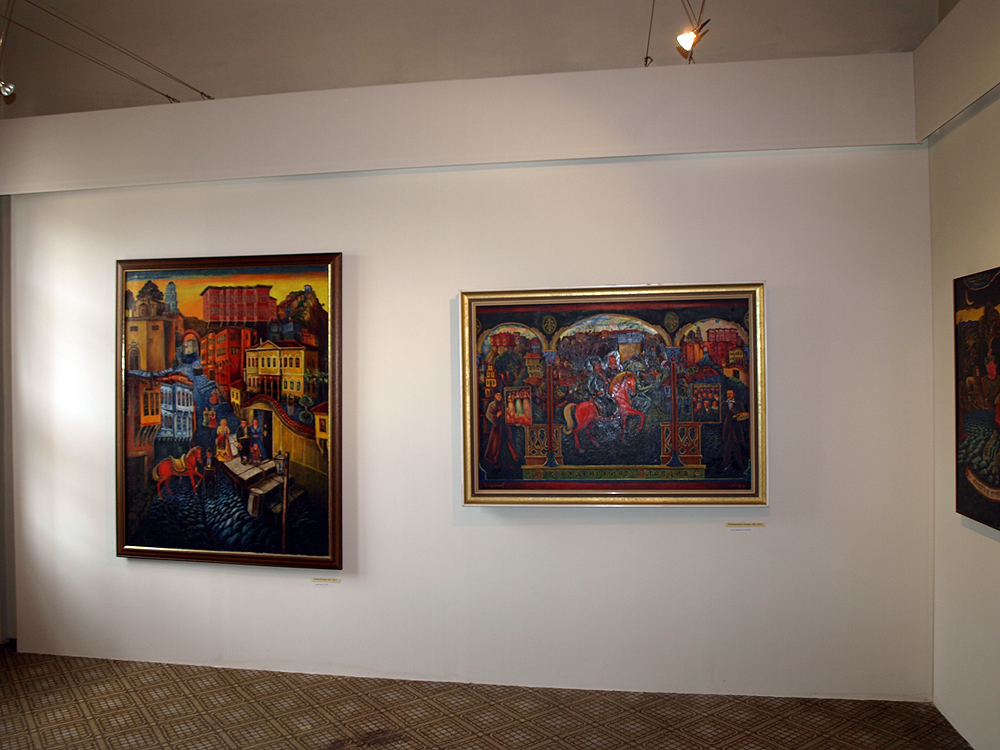
Экспозиция Музея Цанко Лавренов (Пловдив) — зал с его живописью.
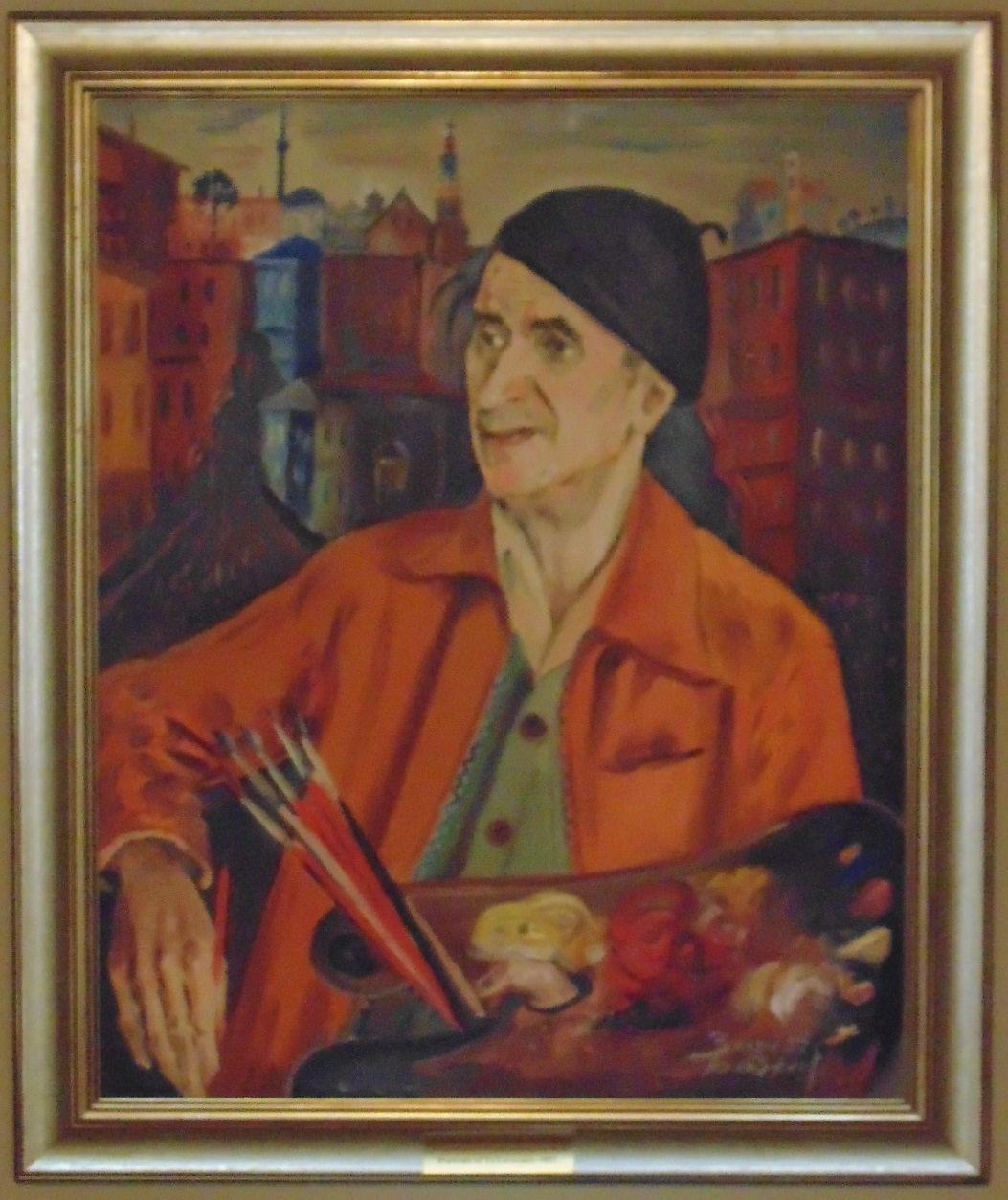
Портрет Цанко Лавренова исполненный его другом, Златю Бояджиевым

## Признание
В наши дни имя художника носит в Пловдиве Национальная художественная гимназия Цанко Лавренов (болг.) (Сайт, ВИДЕО).
Кроме того, именем Цанко Лавренова названа одна из улиц города, а в доме Киркора Месробовича на ул. Артина Гидикова размещена постоянная экспозиция городских ландшафтов Лавренова с видами Пловдива.

## Изображения в сети
- Бабочки и цветы, 1928 (недоступная ссылка) образец увлечения в ранней молодости стилем Модерн
- Друзья-художники: Цанко Лавренов и Златю Бояджиев. София, 1942
- Разбомблённая англо-американской авиацией София. 1944 фото Цанко Лавренова[5]
- «Бомбардировка Софии», 1946
- 12 картин Ц. Лавренова VK
- Старый художник на фоне своей картины с каруселями и веселящимися в праздничный день толпами горожан